# Agelaia xanthopus
Agelaia xanthopus är en getingart som först beskrevs av Henri Saussure 1854.  Agelaia xanthopus ingår i släktet Agelaia och familjen getingar. Utöver nominatformen finns också underarten A. x. melanotica.